# Hokusai (film)
Hokusai è un documentario cortometraggio del 1953 diretto da Hiroshi Teshigahara e basato sulla vita del pittore giapponese Katsushika Hokusai.